# Maud Gonne

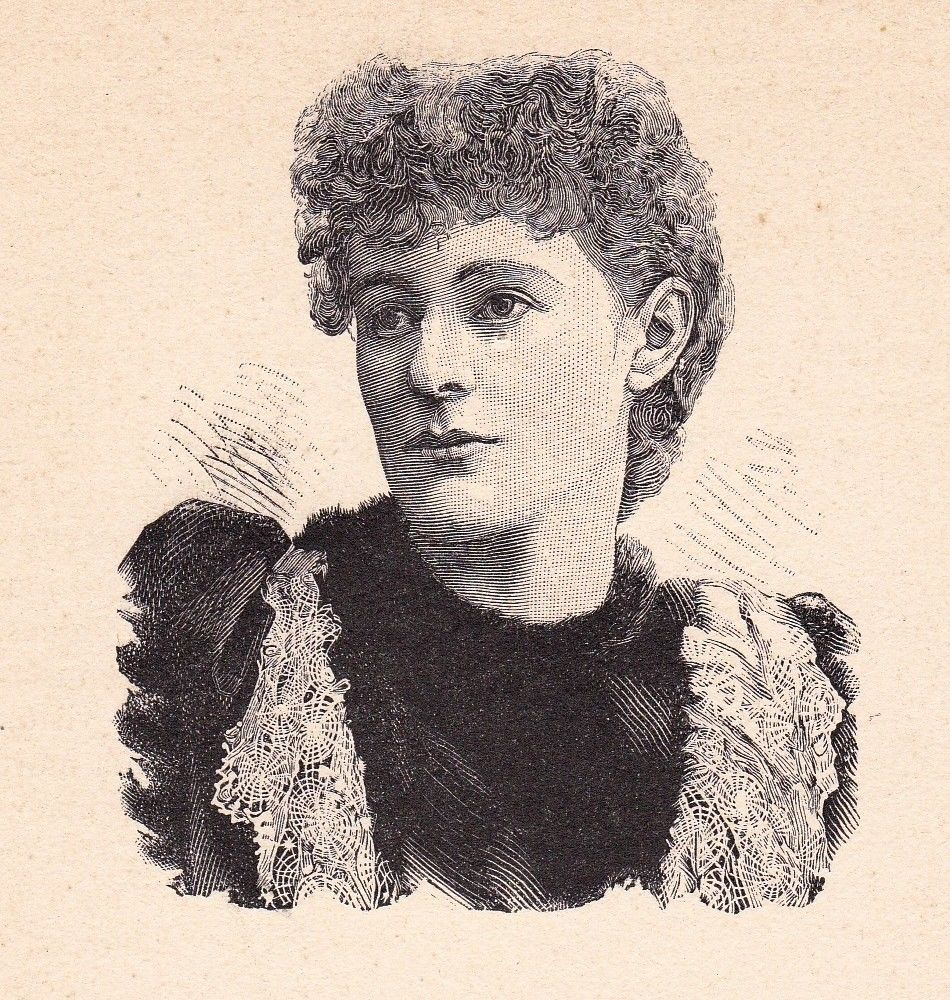
Maud Gonne

Edith Maud Gonne MacBride (irisch Maud Nic Ghoinn Bean Mhic Giolla Bhríde, * 21. Dezember 1866 in Tongham Manor bei Farnham, Surrey, England; † 27. April 1953 in Dublin) war eine in England geborene irische Revolutionärin, Feministin und Schauspielerin.

## Leben und Werk
Maud Gonne war die älteste Tochter von Captain Thomas Gonne (1835–1886), dessen Vorfahren aus Caithness, Schottland stammten, und Edith Frith Gonne, geb. Cook (1844–1871). Ihre Mutter starb, als Maud Gonne noch ein Kind war, und so wurde sie für ihre Ausbildung nach Frankreich geschickt. Nach der Versetzung ihres Vaters nach Dublin im Jahre 1882 kehrte sie nach Irland zurück und blieb bei ihrem Vater bis zu dessen Tod. Nach einem Tuberkulose-Anfall zog sie erneut nach Frankreich, wo sie sich in den Journalisten und rechten Politiker Lucien Millevoye verliebte. Gemeinsam traten sie für den irischen Freiheitskampf und die Wiedervereinigung Lothringens und des Elsass mit Frankreich ein. Millevoyes antisemitische Ansichten übernahm sie und behielt sie für ihr ganzes Leben bei. Wieder zurück in Irland kämpfte sie unermüdlich für die Freilassung von irischen politischen Gefangenen.
Im Jahr 1890 traf sie in Frankreich erneut Millevoye. Von den zwei Kindern, die sie in den Jahren 1893 und 1895 bekamen, überlebte nur das zweite, Iseult Lucille Germaine, die später den irischen Schriftsteller Francis Stuart heiratete. In den 1890er Jahren bereiste Gonne ausgiebig England, Schottland und die Vereinigten Staaten, um Unterstützer für den irischen Nationalismus zu werben. Zusammen mit William Butler Yeats organisierte sie Protestveranstaltungen gegen das Kronjubiläum von Königin Victoria. Ihre Beziehung zu Millevoy ging im Jahre 1899 zu Ende.
Zu Ostern 1900 gründete sie Inghinidhe na hÉireann („die Töchter Irlands“), eine Gesellschaft revolutionär gesinnter Frauen. Im April 1902 spielte sie die Hauptrolle in der Uraufführung von Yeats’ Stück Cathleen Ní Houlihan, das er sowohl für als auch über Maud Gonne geschrieben hatte. Sie überzeugte durch ihre eindringliche Schauspielkunst.
Im gleichen Jahr trat Maud Gonne der römisch-katholischen Kirche bei. Sie wies die zahlreichen Heiratsanträge von William Butler Yeats ab, da er ihr als zu wenig nationalistisch engagiert erschien. Außerdem war der Protestant Yeats nicht gewillt, zum Katholizismus zu konvertieren, wie es zur damaligen Zeit gängige Praxis vieler protestantischer irischer Nationalisten war. Die unerfüllte Liebe zu Maud Gonne ist ein häufiges Motiv in den Werken des Autors.
1903 heiratete sie in Paris John MacBride, einen Nationalisten, der 1916 im Zuge des Osteraufstandes erschossen wurde. Allerdings scheiterte die Ehe bald – offenbar an häuslicher Gewalt – und endete in einer Scheidung. Ihr gemeinsamer Sohn Seán wurde 1904 geboren; er erhielt 1974 den Friedensnobelpreis, unter anderem für die Gründung von amnesty international. Maud Gonne blieb bis 1917 in Paris. 1918 wurde sie in Dublin gefangen gesetzt und in England für sechs Monate inhaftiert.
Während des irischen Unabhängigkeitskriegs arbeitete sie beim Weißen Kreuz und kümmerte sich um die Opfer der Gewalt. Den Friedensvertrag von 1921 lehnte sie ab und schlug sich auf die Seite der Republikaner. Im Jahre 1922 setzte sie sich in Dublin zur Ruhe.
Rund 15 Jahre vor ihrem Tod im Jahr 1953 veröffentlichte Maud Gonne MacBride ihre Autobiographie, die den satirischen Titel A Servant of the Queen (Eine Dienerin der Königin) trägt.
Sie starb 86-jährig und wurde auf dem Glasnevin Cemetery in Dublin beigesetzt.

## Werke
- Maud Gonne’s Irish Nationalist writings 1895-1946. Irish Academic Press, Dublin 2004, ISBN 0-7165-2761-8.
- Too long a sacrifice the letters of Maud Gonne and John Quinn. Susquehanna University Press, Selingsgrove 1999, ISBN 1-57591-024-1.
- The Autobiography of Maud Gonne: A Servant of the Queen. Bearbeitet von Anna MacBride White. University of Chicago Press, 1995, ISBN 978-0-226-30251-5.